# Aeroporto di Calvi Sainte-Catherine
L'aeroporto di Calvi-Sainte Catherine (in francese: Aéroport de Calvi-Sainte-Catherine, in corso: Aeroportu di Calvi è Santa Catarina) è un aeroporto francese situato in Corsica vicino alla città di Calvi, nel dipartimento della Corsica settentrionale.
Nell'estate 2005, c'erano tre voli quotidiani diretti all'Aeroporto di Parigi-Orly e un volo quotidiano verso  Marsiglia e Nizza.
Nel 2005, contava 246.687 viaggiatori.

## Andamento del traffico passeggeri
Questo grafico non è disponibile a causa di un problema tecnico.
Si prega di non rimuoverlo.
Vedi la query Wikidata di origine.